# Homelix liturata
Homelix liturata là một loài bọ cánh cứng trong họ Cerambycidae.